# 1LDK (GADOROのアルバム)
『1LDK』（ワンエルディーケー）は、2020年4月22日に発売された日本のラッパー・GADOROの4枚目のアルバム。
3枚目のオリジナル・アルバム『SUIGARA』以来のアルバムで、前作はメジャー・レーベルである日本コロムビアから発売されたが、本作は地元の宮崎県のインディーズ・レーベルのSUNART MUSICから発売した。CDジャケットのアートワークは前作『SUIGARA』同様NOVOLが担当した。アルバム収録曲から本作で1番初めに完成した楽曲「ハジマリ」が先行配信されていた。
客演アーティストに自身がラップを始めるきっかけとなり、周りからの声もあり自らダメ元でオファーをした般若、GADOROと同じ宮崎県出身で宮崎のバーで偶然出会ったのをきっけかでコラボレーションが実現した電波少女のメンバーであるハシシ、前作に続き4s4kiが参加している。楽曲プロデュースには同じ宮崎出身のDJ PMXを始め、DJ WATARAI、熊井吾郎、PENTAXX.B.F、TIGAONE、Kiwy、S-NA、DJ ikipedia、SUMIKIといったトラックメイカーが参加している。

## 内容
本作『1LDK』は自身の1枚目のアルバム『四畳半』と同様に間取りをタイトルにしており、四畳半の原点回帰の作品とも言える内容となっている。「四畳半を作っていた頃に戻るような気持ちで作りたい。」とGADOROは本作の制作に臨んでおり、リリック（歌詞）やトラックを四畳半の頃の感覚に意図的に寄せている。タイトルの"1LDK"にはその当時の自分よりも進化した自分を見せたいという意味が込められており、発売当時も実際に1LDKの部屋に住んでいた。前作『SUIGARA』は前述のメジャー・レーベルからのリリースということもあり、周りの事を考えていた部分があったが、本作では他人の意見を気にせず自分の作りたい音楽をとにかく形にしたいという想いで制作した。

## 収録曲
| #   | タイトル                               | 作詞           | 作曲        | 編曲 | 時間 |
| --- | -------------------------------------- | -------------- | ----------- | ---- | ---- |
| 1.  | 「BACK DRAFT」                         | GADORO         | Kiwy        |      | 3:55 |
| 2.  | 「この街には俺がいる」                 | GADORO         | TIGAONE     |      | 4:05 |
| 3.  | 「STAGE」                              | GADORO         | DI WATARAI  |      | 2:19 |
| 4.  | 「U love song feat.般若」              | GADORO, 般若   | DJ PMX      |      | 3:47 |
| 5.  | 「いつかのヒーロー」                   | GADORO         | S-NA        |      | 3:16 |
| 6.  | 「ありのまま行こう」                   | GADORO         | SUMIKI      |      | 4:18 |
| 7.  | 「BLACK BELLY」                        | GADORO         | TIGAONE     |      | 2:54 |
| 8.  | 「カクシゴト」                         | GADORO         | 熊井吾郎    |      | 4:14 |
| 9.  | 「VERY VERY feat.ハシシ from電波少女」 | GADORO, ハシシ | PENTAXX.B.F |      | 4:16 |
| 10. | 「靴紐 feat.4s4ki」                    | GADORO, 4s4ki  | SUMIKI      |      | 4:21 |
| 11. | 「ハジマリ」                           | GADORO         | ikipedia    |      | 4:44 |
| 12. | 「幸せ」                               | GADORO         | PENTAXX.B.F |      | 5:50 |

## チャート
| チャート（2020年）                                                                   | 最高 順位 |
| ------------------------------------------------------------------------------------ | --------- |
| オリコン週間 アルバムランキング （オリコン）                                         | 30        |
| オリコン週間 デジタルアルバムランキング （オリコン）                                 | 8         |
| オリコン週間 合算アルバムランキング （オリコン）                                     | 24        |
| Billboard Japan Hot Albums 2020年5月4日付（Billboard JAPAN）                         | 14        |
| Billboard JAPANダウンロード・アルバム・チャート“Download Albums” （Billboard JAPAN） | 7         |
| Billboard Japan Top Album Sales 2020年5月4日付（Billboard JAPAN）                    | 39        |